# Stefan Strzelbicki
Stefan Strzelbicki herbu Sas – towarzysz jazdy koronnej, porucznik.

## Życiorys
Pochodził ze szlachty zagrodowej ze Strzelbic w ziemi przemyskiej, był synem Stanisława Strzelbickiego herbu Sas. Podobnie jak kilku jego braci poświęcił się służbie wojskowej. Do armii koronnej zaciągnął się w 1663 jako towarzysz chorągwi jazdy kozackiej starosty chmielnickiego Dominika Potockiego. Był uczestnikiem wojny polsko-tureckiej, odznaczył się w bitwie pod Chocimiem. W 1674 został porucznikiem i dowódcą macierzystej chorągwi. Wyróżnił się podczas walk z wojskami osmańskimi pod Żurawnem. 

Zmarł po 1676.